# Orzonaga
Orzonaga es una localidad española perteneciente al municipio de Matallana de Torío, en la provincia de León, comunidad autónoma de Castilla y León. Situada sobre el arroyo de Valcayo, arroyo de la Portilla y arroyo de la Mediana, afluentes del Río Torío. Perteneció al antiguo Concejo de Vegacervera.

## Geografía
| Noroeste: Santa Lucía, Ciñera, La Vid, Villar del Puerto, Valle de Vegacervera                           | Norte: Coladilla, Vegacervera          | Noreste: Serrilla                               |
| Oeste: Llombera                                                                                          |                                        | Este: Matallana de Torío                        |
| Suroeste Candanedo de Fenar, Rabanal de Fenar, Brugos de Fenar, La Robla, Alcedo de Alba, Puente de Alba | Sur: Robledo de Fenar, Solana de Fenar | Sureste: Robles de la Valcueva, Naredo de Fenar |

- Datos: Q16466380